# 齋藤俊雄
齋藤 俊雄（さいとう としお、1983年12月23日 - ）は、愛知県岡崎市出身の元プロ野球選手（捕手）、プロ野球コーチ。右投右打。横浜、ロッテ時代の登録名は斉藤 俊雄（読み同じ）。

## 経歴

### プロ入り前
岡崎市立羽根小学校4年から羽根ファイターズでソフトボールを始めた。岡崎市立南中学校を経て、豊田大谷高等学校に入学。高校時代は強打の捕手として知られ、通算47本塁打を放つ。卒業後は三菱自動車岡崎に入社、第75回都市対抗野球大会では控えながらベスト4。2004年に発覚した三菱リコール隠し問題の余波で野球部の活動が休止する憂き目に遭う。
2004年度ドラフト会議にて横浜ベイスターズから10巡目指名を受け、入団。

### 横浜時代

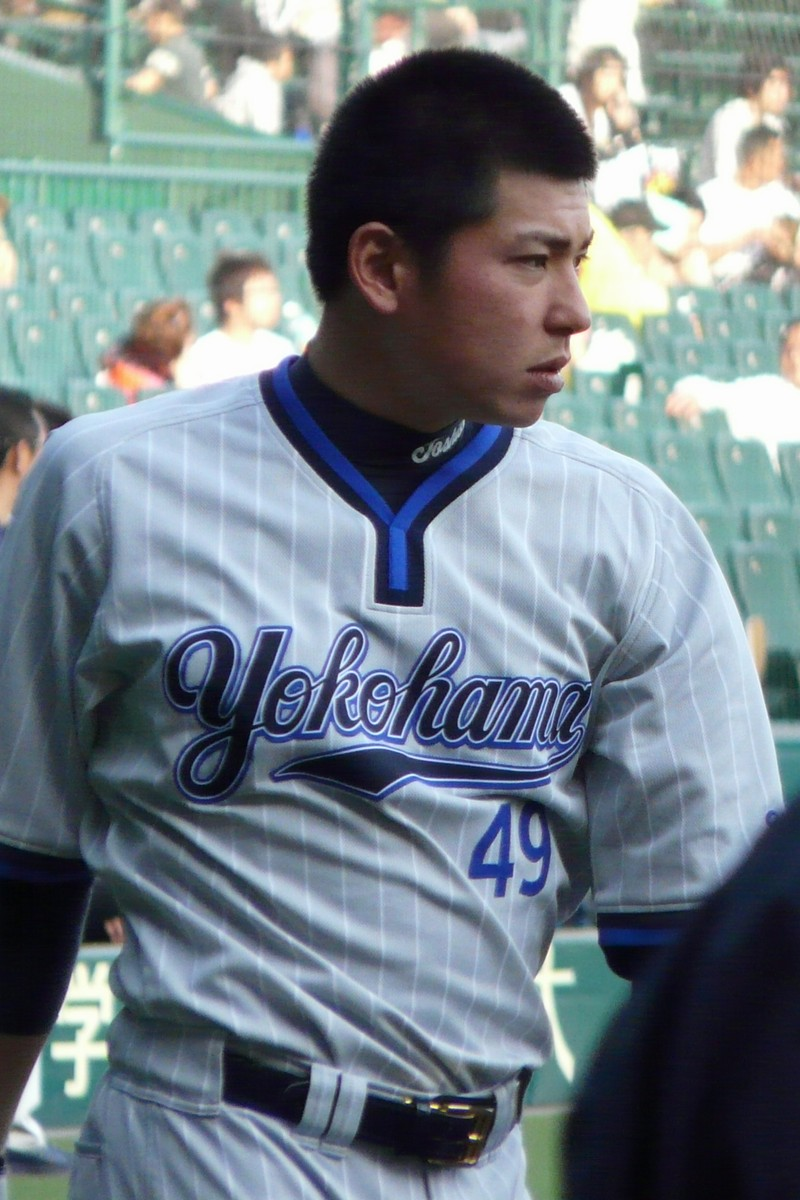
横浜時代（2009年、阪神甲子園球場）

2006年にはプロの二軍選手と大学生を中心に編成されるプレオリンピックの野球日本代表に選出された。2007年には北京プレオリンピック野球日本代表に選出され、正捕手として全勝・金メダル獲得に貢献した。
2008年3月30日の対阪神タイガース戦（京セラドーム大阪）に途中出場で一軍初出場を果たす。4月2日の対東京ヤクルトスワローズ戦（明治神宮野球場）でも途中出場を果たし、一軍初打席に立つ。4月6日の対広島東洋カープ戦（広島市民球場）に先発出場し、初安打・初得点・初猛打賞と活躍した。この年、正捕手の相川亮二が故障続きだったこともあってチームの若手起用も増え、シーズン終盤からスタメン出場の機会が与えられるようになった。
2009年は野口寿浩・細山田武史と共に開幕一軍に名を連ねるも20試合の出場に留まり、相川移籍後の正捕手争いでは細山田の他に新沼慎二・武山真吾に一歩後れる結果となった。シーズン終了後の11月9日、清水直行との交換トレードで、那須野巧と共に千葉ロッテマリーンズへ移籍。

### ロッテ時代
2010年は主に的場直樹のバックアップを務める形で21試合に出場。21試合は正捕手格の里崎智也と的場に次ぐ数字で、クライマックスシリーズでも1試合ながらベンチ入りを果たし、日本シリーズでも出場有資格者選手の40名枠に食い込んだ。
2011年1月22日、光原逸裕との交換トレードでオリックス・バファローズへ移籍。

### オリックス時代
2011年は正捕手不在の状態で捕手陣の一翼を担い、35試合に出場。守備では7つの捕逸を記録したものの、打撃では前年までの通算安打数と同数である17安打、打率.243を記録した。なお、社会人時代とマリーンズでチームメイトだった竹原直隆も4月29日にトレードで加入してきたため、同選手とは2チーム続けて同じユニフォームを着ることとなった。
2012年は開幕一軍入りを果たし、伊藤光と共にスタメンマスクを被り続けた。しかし、8月19日の対福岡ソフトバンクホークス戦で投手陣の崩壊を招いた事で岡田彰布監督の不興を買い、翌日に伊藤と共に登録抹消され、その後は再昇格することなくシーズンを終えた。それでも、自己最多の51試合に出場し、19安打・6打点を記録した。
2013年も開幕一軍入りを果たしたものの、22試合で打率.095だった。
2014年・2015年には一軍公式戦への出場機会がなく、2016年も1試合の出場にとどまった。2016年10月25日に戦力外通告を受けたことを機に、現役を引退。12月2日付で、NPBから自由契約選手として公示された。

### 現役引退後
2017年は、スコアラーとしてオリックス球団に引き続き在籍した。2018年からは、育成コーチとして現場復帰。2020年は二軍バッテリーコーチに就任すると、8月21日からは、中嶋聡二軍監督が一軍監督代行に就任したことに合わせて一軍バッテリーコーチに配置転換となった。2021年からは、コーチに一軍・二軍の区別がなくなったため、役職名はバッテリーコーチとなった。2025年からは新設の戦略コーチに配置転換された。

## 選手としての特徴
二塁送球タイムが1秒79を記録するなど、NPBトップクラスの強肩の持ち主。二軍の公式戦では、捕手としての盗塁阻止率が4割に達したシーズンがある一方で、三塁手として出場することもあった。
打率こそ安定しないものの、打撃にも意外性と一発長打を秘めていた。

## 詳細情報

### 年度別打撃成績
| 年 度     | 球 団      | 試 合 | 打 席 | 打 数 | 得 点 | 安 打 | 二 塁 打 | 三 塁 打 | 本 塁 打 | 塁 打 | 打 点 | 盗 塁 | 盗 塁 死 | 犠 打 | 犠 飛 | 四 球 | 敬 遠 | 死 球 | 三 振 | 併 殺 打 | 打 率 | 出 塁 率 | 長 打 率 | O P S |
| --------- | ---------- | ----- | ----- | ----- | ----- | ----- | -------- | -------- | -------- | ----- | ----- | ----- | -------- | ----- | ----- | ----- | ----- | ----- | ----- | -------- | ----- | -------- | -------- | ----- |
| 2008      | 横浜       | 25    | 44    | 39    | 2     | 7     | 0        | 0        | 0        | 7     | 2     | 0     | 0        | 4     | 0     | 1     | 0     | 0     | 13    | 0        | .179  | .200     | .179     | .379  |
| 2009      | 横浜       | 20    | 26    | 24    | 1     | 5     | 1        | 0        | 0        | 6     | 2     | 0     | 0        | 1     | 0     | 1     | 0     | 0     | 9     | 0        | .208  | .240     | .250     | .490  |
| 2010      | ロッテ     | 21    | 31    | 27    | 1     | 5     | 1        | 0        | 0        | 6     | 0     | 0     | 0        | 3     | 0     | 1     | 0     | 0     | 11    | 1        | .185  | .214     | .222     | .437  |
| 2011      | オリックス | 35    | 81    | 70    | 5     | 17    | 1        | 0        | 0        | 18    | 2     | 0     | 0        | 5     | 0     | 3     | 0     | 3     | 30    | 0        | .243  | .303     | .257     | .560  |
| 2012      | オリックス | 51    | 107   | 92    | 5     | 19    | 3        | 0        | 0        | 22    | 6     | 1     | 0        | 13    | 0     | 1     | 0     | 1     | 34    | 2        | .207  | .223     | .239     | .463  |
| 2013      | オリックス | 22    | 23    | 21    | 1     | 2     | 0        | 0        | 0        | 2     | 0     | 0     | 0        | 2     | 0     | 0     | 0     | 0     | 10    | 0        | .095  | .095     | .095     | .190  |
| 2016      | オリックス | 1     | 0     | 0     | 0     | 0     | 0        | 0        | 0        | 0     | 0     | 0     | 0        | 0     | 0     | 0     | 0     | 0     | 0     | 0        | ----  | ----     | ----     | ----  |
| 通算：7年 | 通算：7年  | 175   | 312   | 273   | 15    | 55    | 6        | 0        | 0        | 61    | 12    | 1     | 0        | 28    | 0     | 7     | 0     | 4     | 107   | 3        | .201  | .232     | .223     | .456  |

### 年度別守備成績
| 年 度 | 球 団      | 捕手  | 捕手  | 捕手  | 捕手  | 捕手  | 捕手  | 捕手     | 捕手     | 捕手     | 捕手     | 捕手     |
| 年 度 | 球 団      | 試 合 | 刺 殺 | 補 殺 | 失 策 | 併 殺 | 捕 逸 | 守 備 率 | 企 図 数 | 許 盗 塁 | 盗 塁 刺 | 阻 止 率 |
| ----- | ---------- | ----- | ----- | ----- | ----- | ----- | ----- | -------- | -------- | -------- | -------- | -------- |
| 2008  | 横浜       | 20    | 96    | 9     | 1     | 0     | 1     | .991     | 17       | 13       | 4        | .235     |
| 2009  | 横浜       | 14    | 52    | 4     | 1     | 0     | 2     | .982     | 4        | 4        | 0        | .000     |
| 2010  | ロッテ     | 21    | 69    | 1     | 2     | 0     | 2     | .972     | 2        | 2        | 0        | .000     |
| 2011  | オリックス | 35    | 160   | 12    | 2     | 1     | 7     | .989     | 28       | 20       | 8        | .386     |
| 2012  | オリックス | 50    | 224   | 27    | 3     | 2     | 2     | .988     | 36       | 23       | 13       | .361     |
| 2013  | オリックス | 20    | 52    | 7     | 1     | 0     | 0     | .983     | 7        | 6        | 1        | .143     |
| 2016  | オリックス | 1     | 2     | 0     | 0     | 0     | 0     | 1.000    | 0        | 0        | 0        | ----     |
| 通算  | 通算       | 161   | 655   | 60    | 10    | 3     | 14    | .986     | 94       | 68       | 26       | .277     |

- 各年度の太字はリーグ最高

### 記録
初記録
- 初出場：2008年3月30日、対阪神タイガース3回戦（京セラドーム大阪）、8回裏に捕手で出場
- 初打席：2008年4月2日、対東京ヤクルトスワローズ2回戦（横浜スタジアム）、8回裏に押本健彦から一塁ゴロ
- 初先発出場：2008年4月4日、対広島東洋カープ1回戦（広島市民球場）、8番・捕手で先発出場
- 初安打：2008年4月6日、対広島東洋カープ3回戦（広島市民球場）、3回表に長谷川昌幸から二塁内野安打
- 初打点：2008年4月12日、対阪神タイガース6回戦（横浜スタジアム）、2回裏に岩田稔から遊撃ゴロの間に記録
- 初盗塁：2012年6月3日、対読売ジャイアンツ4回戦（京セラドーム大阪）、3回裏に二盗（投手：D.J.ホールトン、捕手：阿部慎之助）

### 背番号
- 49（2005年 - 2009年）
- 43（2010年）
- 45（2011年 - 2016年）
- 87（2018年 - ）

### 登録名
- 斉藤 俊雄（さいとう としお、2005年 - 2011年）
- 齋藤 俊雄（さいとう としお、2012年 - 2016年、2018年 - ）